# Ignacio Ellacuría
Ignacio Ellacuría Beascoechea, S. J. (Portugalete, 9 de noviembre de 1930 - San Salvador, 16 de noviembre de 1989), fue un filósofo, escritor y teólogo español, naturalizado salvadoreño, asesinado por militares salvadoreños durante la guerra civil.

## Biografía

### Inicios
Nació en Portugalete, en una familia vasca, en provincia de Vizcaya (España), el 9 de noviembre de 1930, donde realizó sus estudios primarios. Cursó el bachillerato en el Colegio de los Jesuitas de Tudela (Navarra). Y, desde muy pronto, la autoridad y disciplina de su padre, oftalmólogo, marcó la pauta de su educación severa y recia, de cierto estilo elegante y austero, común a sus otros cuatro hermanos, todos varones.

### Años de formación
A los 17 años, el 14 de septiembre de 1947, ingresó en el noviciado de la Compañía de Jesús en Loyola, Santuario y Centro de Estudios cercano a Azpeitia (Guipúzcoa). En 1949 fue enviado a El Salvador al noviciado de Santa Tecla, siendo entonces su maestro el P. Miguel Elizondo, donde realizó su primera profesión de votos. Completó sus estudios de Humanidades y estudió Filosofía en Quito, donde conoció al P. Aurelio Espinosa Pólit y al P. Ángel Martínez Baigorri, poeta. En 1955 se licenció en Filosofía. Y, entre 1955 y 1958 ejerce de formador de seminaristas diocesanos en el Seminario de San José de la Montaña (San Salvador).
En Innsbruck (Austria), estudió Teología. Uno de sus maestros influyentes fue el profesor Karl Rahner. Ordenado presbítero en Innsbruck, el 26 de septiembre de 1961, hace sus últimos votos como jesuita en 1962, en su pueblo natal.
De 1962 al 1965 realizó los estudios para el doctorado en Madrid, en la Universidad Complutense, bajo la dirección de Xabier Zubiri quien siempre le consideró como el continuador de su obra. Su tesis doctoral en la Universidad Complutense (Madrid, 1965) lleva por título: La principialidad de la esencia en Xabier Zubiri —obra todavía inédita, que requiere una edición crítica—. Hace también los cursos de doctorado en teología pero no presenta tesis, aunque sabemos que su principal preocupación era Dios y la realidad histórica.

### Actividad académica

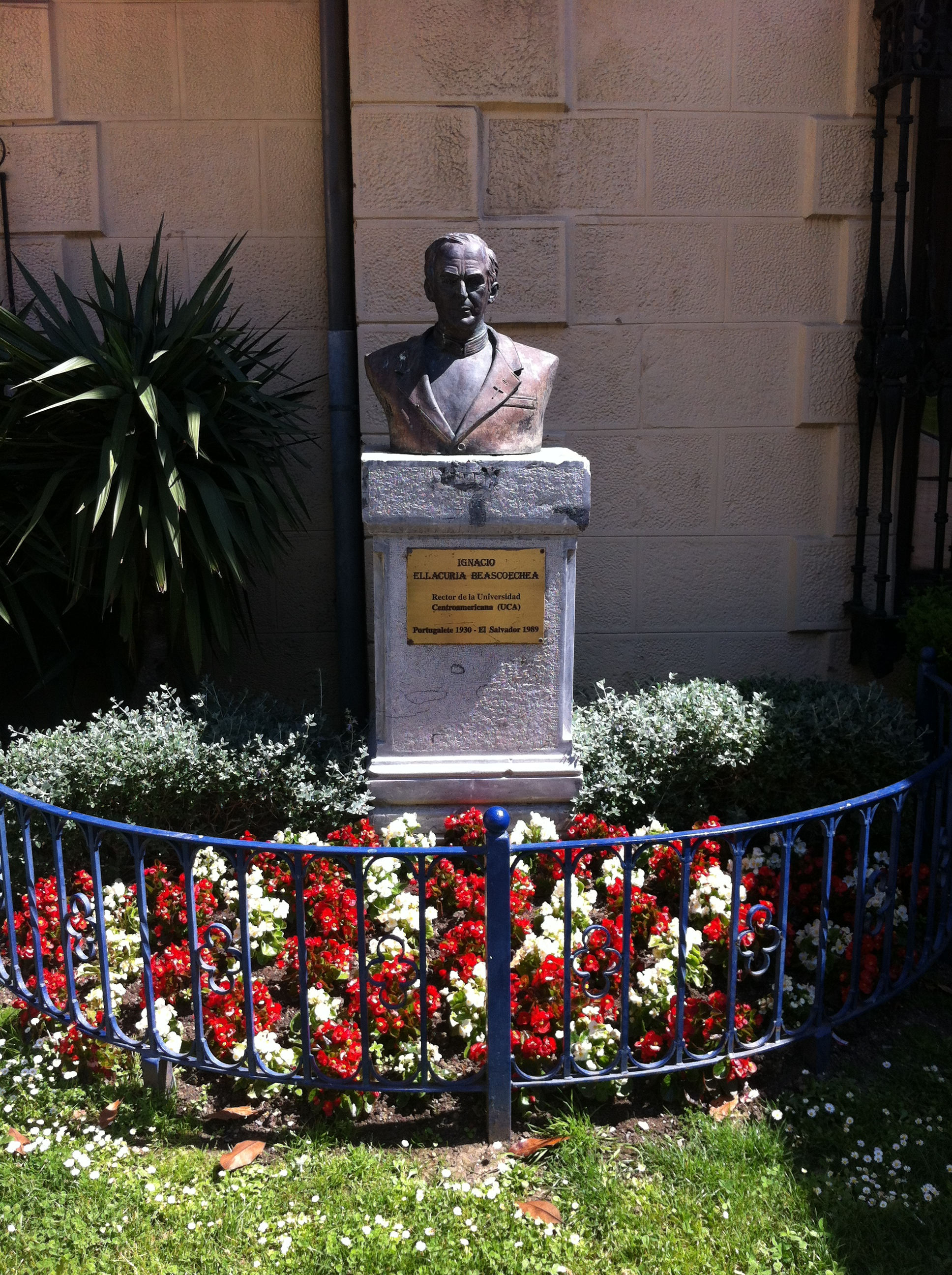
Rector de la Universidad Centroamericana. La estatua se encuentra ubicada en la entrada de la UNED Bizkaia (Portugalete).

En 1967 regresa a El Salvador para incorporarse a la Universidad Centroamericana José Simeón Cañas (UCA) como profesor. Mantiene la colaboración con Xavier Zubiri y viaja a menudo a España. Pero la Conferencia de Medellín (II Conferencia del Episcopado Latinoamericano, de 1968) marca también su reflexión y producción teológica orientada hacia la liberación.
Desde 1968 hasta su muerte será miembro del equipo rectoral, denominado "Junta de Directores" de la Universidad de la UCA, de la que será un cualificado motor incluso antes de ser el Rector. Ya en 1969 logra que la UCA asuma la revista de Estudios Centro Americanos (ECA), en la que publica muchos de sus artículos filosóficos, teológicos y políticos. De 1970 a 1973 se hace responsable de la formación de los jóvenes jesuitas de la Provincia Centroamericana, cargo que le lleva a conocer al padre Arrupe, General de los Jesuitas, defensor del principio de la encarnación en el trabajo pastoral, con quien siempre mantendrá una relación de afinidad.
En 1972 es nombrado Director del Departamento de Filosofía (pues la UCA no tiene Facultad de Filosofía), y en 1973 publica su libro Teología política, obra que será editada posteriormente en inglés, en Nueva York, en 1976, bajo el título Freedom Made Flesh: The Mission of Christ and His Church.
En 1974 funda el Centro de Reflexión Teológica en la UCA. En 1975 participa en el homenaje a Karl Rahner, sintetizando en un ensayo las denominadas "Tesis sobre posibilidad, necesidad y sentido de una Teología Latinoamericana".

### Golpe de Estado en El Salvador

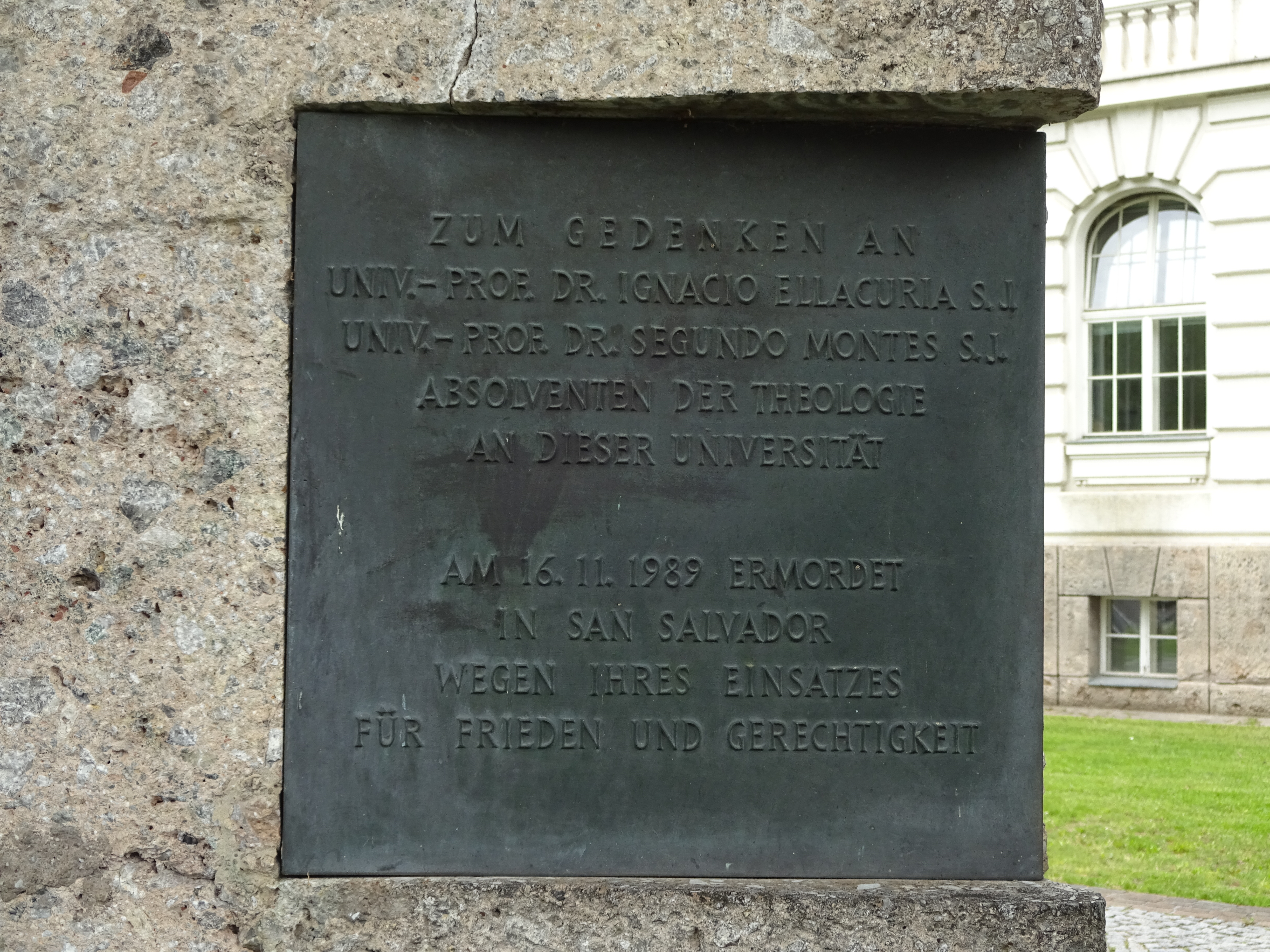
Placa conmemorativa de la Universidad de Innsbruck Ellacuria Montes. Ellacuria rector de la uca, filósofo, teólogo de la liberación e mártir. Ha mantenido una labor social visible y promovido el diálogo ecuménico en el Consejo Nacional de Iglesias y el Foro de las Religiones por la Paz. Durante la Guerra Civil de El Salvador integró el Comité Permanente del Debate Nacional junto al obispo luterano Medardo Gómez y al pastor bautista Edgar Palacios, promoviendo la solución pacífica del conflicto armado interno.

En 1976 es nombrado director de la revista de Estudios Centroamericanos (ECA). La publicación del famoso editorial "A sus órdenes, mi capital" ocasionó la retirada del apoyo económico del Gobierno salvadoreño a la UCA, provocando además una clara violencia paramilitar contra la Universidad, a la que siempre Ignacio Ellacuría quiso autónoma, respecto del poder civil y del poder eclesiástico, sobre todo a partir del año 1979 en el que es nombrado Rector, dos años después del asesinato del P. Rutilio Grande cuando Ellacuría estaba en España. El hecho sacudió espiritual e intelectualmente a la comunidad de los jesuitas y produjo una transformación interior en la persona del arzobispo Óscar Romero. Ellacuría vive su "primer destierro". Desde el 12 de marzo de 1977 todos los jesuitas son amenazados de muerte. Ellacuría volvió a El Salvador en agosto de 1978.
En 1979 se produce un Golpe de Estado de la Junta de Gobierno en El Salvador. Fracasa este intento y se desencadena una cruel violencia y guerra en el país. En 1980, el 24 de marzo, es asesinado el arzobispo Óscar Romero durante la eucaristía. Y, a finales de ese mismo año de 1980, Ellacuría sale de nuevo, esta vez "desterrado" a España, bajo la protección de la Embajada Española. Desde entonces, Ellacuría aprovecha los viajes a España para dejar oír su voz en Europa y activar la publicación de algunas obras de Zubiri.
Entre 1980 y 1983 se publica la trilogía de Xavier Zubiri Inteligencia sentiente (Alianza Editorial, Madrid 1980), Inteligencia y logos (Alianza Editorial, Madrid 1982) e Inteligencia y Razón (Alianza Editorial, Madrid 1983). Desde 1980, El Salvador vivirá una larga guerra civil de doce años, en los que la guerrilla se enfrentará permanentemente al Ejército Nacional. Y ya en 1981 Ignacio Ellacuría planteó abiertamente la solución negociada al conflicto.
Tras la muerte de Zubiri (1983), Ellacuría es nombrado Director del Seminario Xavier Zubiri. El año siguiente (1984) publica en España un libro que interpela a la Iglesia como institución: Conversión de la Iglesia al Reino de Dios. Con Jon Sobrino funda la Revista Latinoamericana de Teología. En 1985, con monseñor Rivera y Damas, media para lograr la liberación de la hija del Presidente Duarte, secuestrada por la guerrilla, y de 22 presos políticos. Y, en 1986, sigue insistiendo en la necesidad de una salida negociada al conflicto civil de El Salvador.
En España, con motivo del primer encuentro de religiones abrahámicas celebrado en Córdoba, en 1987, expresó públicamente la necesidad de encontrar una perspectiva y bases comunes para superar positivamente los conflictos. Su ponencia en aquel encuentro fue un "Aporte de la teología de la Liberación a las religiones abrahámicas en la superación del individualismo y el positivismo". De hecho, ese mismo año durante el verano, con motivo de unas Jornadas de reflexión y diálogo celebradas en la Biblioteca de la Universidad Iberoamericana de La Rábida (Huelva), sobre las implicaciones sociales y políticas de la Teología de la Liberación, Ignacio Ellacuría volvería a reiterar públicamente la misma idea, instando a la reconciliación, con el fin de hacer posible un proceso de democracia real y de convivencia pacífica. En esos momentos, España y Europa eran el lugar idóneo para expresar en alta voz su pensamiento, con el fin de que llegara a los centros de decisión y de poder internacional.
A primeros de noviembre de 1989 Ellacuría recibía en Barcelona el Premio de la Fundación Comín, otorgado a la UCA de Antiguo Cuscatlan. Mientras, el Gobierno de aquel país temía no poder frenar la presión de la guerrilla en la propia capital de San Salvador.

### Regreso a El Salvador y homicidio

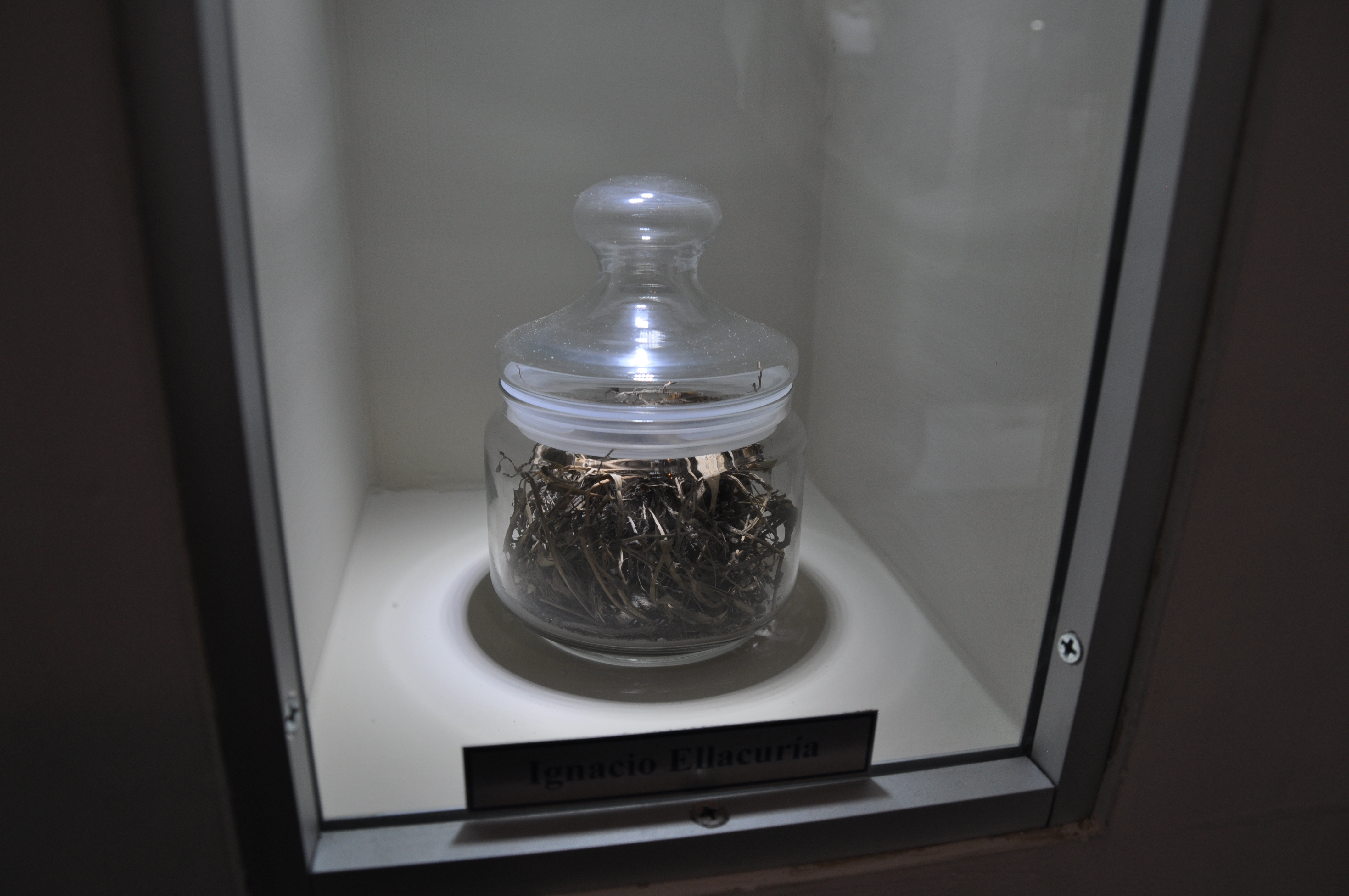
Un poco de grama donde estaba el cuerpo de Ellacuria con restos de sangre en el Salón de Mártires de la UCA.

Ellacuría adelantó su regreso a El Salvador sobre el 13 de noviembre, para intentar mediar en pro de la paz y la convivencia. Pero, como defensor de la Teología de la Liberación, dado su prestigio intelectual y su denuncia de la situación del país, se había granjeado la enemistad de algunos sectores financieros y militares que le amenazaron con insistencia para acallar su voz.
El 16 de noviembre de 1989 fue asesinado por un pelotón del batallón Atlácatl de la Fuerza Armada de El Salvador, bajo las órdenes del coronel René Emilio Ponce, en la residencia de la Universidad, junto con los jesuitas Ignacio Martín Baró, Segundo Montes, Amando López, Juan Ramón Moreno, Joaquín López y López. Fueron también asesinadas Elba Julia Ramos, persona al servicio de la Residencia, y la hija de ésta, Celina, de 15 años. En la actualidad, el cuerpo de Ignacio Ellacuría yace enterrado en la capilla de la UCA.

#### Extradición y juicio en la Audiencia Nacional de España

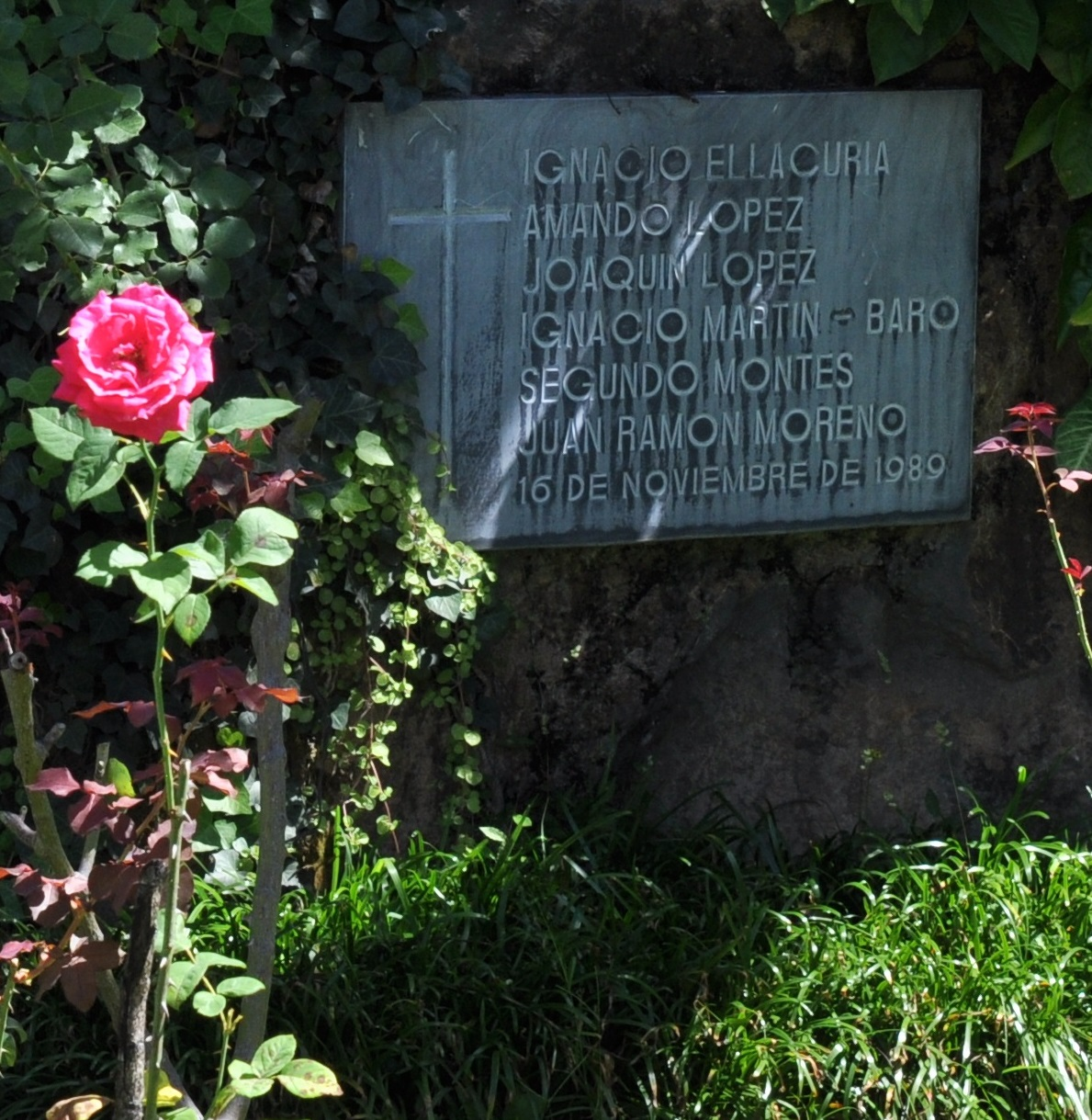
Mártires de la UCA; este asesinato marcó un punto de inflexión en la guerra civil salvadoreña. Aumento Las presiones internacionales sobre el gobierno salvadoreño para que firmara acuerdos de paz con la organización guerrillera FMLN. Por otro lado, ayudó a que las ideas de Ellacuría (hasta entonces solo conocidas en América Latina y España) fueran conocidas en todo el mundo.

El 1 de diciembre de 2011 el Consejo de Ministros del Gobierno de España, a propuesta del ministro de Justicia, Francisco Caamaño, solicitó la extradición de 13 militares a El Salvador y de otros dos militares a los Estados Unidos. Se solicitó la extradición a El Salvador del coronel Guillermo Alfredo Benavides Moreno, del teniente José Ricardo Espinoza Guerra, del subteniente Gonzalo Guevara Cerritos, de los sargentos Tomás Zarpate Castillo y Antonio Ramiro Ávalos Vargas, del cabo Mariano Amaya Grimaldi, del comandante Óscar Alberto León Linares, del coronel y viceministro de Defensa Nacional Juan Orlando Zepeda Herrera, de Francisco Elena Fuentes, de Rafael Humberto Larios López, del general y comandante Juan Rafael Bustillo Toledo, del coronel Carlos Mauricio Guzmán Aguilar y del coronel Joaquín Arnoldo Cerna Flores; a Estados Unidos se solicitó la extradición del coronel Inocente Orlando Montano Morales y del teniente Héctor Ulises Cuenca Ocampo. El 15 de noviembre de 2017 la Corte Suprema de Estados Unidos rechazó la última apelación posible del exviceministro de Seguridad salvadoreño Inocente Orlando Montano para evitar su extradición a España. Finalmente, el 11 de septiembre de 2020 la Audiencia Nacional de España lo encontró culpable de cinco asesinatos de carácter terrorista, condenándolo a 133 años, 4 meses y 5 días de cárcel. Están acusados una veintena de militares salvadoreños.

### Ediciones póstumas de su obra

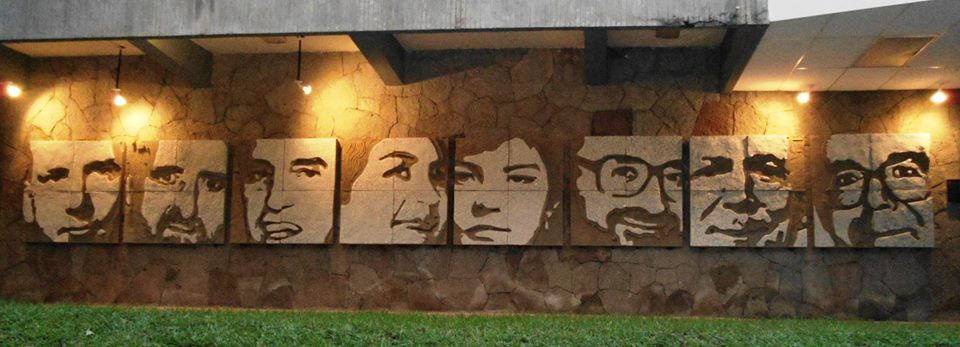
Mural de los mártires del UCA

Su obra Filosofía de la Realidad histórica fue editada post mortem por el profesor de filosofía Antonio González, y publicada por UCA Editores de El Salvador en 1990. En ella queda patente "a modo de conclusión" que "la verdad de la realidad no es lo ya hecho; eso sólo es una parte de la realidad. Si no nos volvemos a lo que está haciéndose y a lo que está por hacer, se nos escapa la verdad de la realidad..." El texto reproduce lo dicho en un ensayo de Ellacuría sobre "el objeto de la filosofía". Para Ignacio Ellacuría "hay que hacer la verdad... hacer aquella realidad que, en juego de praxis y teoría, se muestra como verdadera."
En definitiva esa fue la constante intelectual y práctica de Ignacio Ellacuría: el tener claro que "la realidad y la verdad han de hacerse y descubrirse, y que han de hacerse y descubrirse en la complejidad colectiva y sucesiva de la historia, de la humanidad".

## La obra de Ellacuría
Este autor publicó en vida análisis coyunturales de la realidad salvadoreña y artículos sobre filosofía y teología. Se negó a publicar libros en la editorial universitaria, pues consideraba antiético hacerlo, dada su posición en la UCA. Sus libros fueron publicados póstumamente: Filosofía de la realidad histórica, Veinte años de historia en El Salvador. escritos políticos (tres volúmenes), Escritos filosóficos (tres volúmenes), Escritos teológicos (tres volúmenes) y Escritos universitarios, son, en su mayoría, compilaciones de escritos dispersos, bien agrupados temáticamente. Bajo el título Voluntad de liberación, el filósofo salvadoreño Héctor Samour sistematiza las características principales del pensamiento ellacuriano. En su obra, La teología histórica de Ignacio Ellacuría, el teólogo español José Sols Lucia presenta en profundidad el pensamiento teológico de Ellacuría, en su doble versión de Teología Sistemática y de Teología Fundamental. Una presentación breve y sintética de la vida y pensamiento de Ignacio Ellacuría se encuentra en un cuaderno de este mismo autor, José Sols Lucia, El legado de Ignacio Ellacuría.
Ellacuría no es simplemente el discípulo o el divulgador de Zubiri. Su originalidad radica en la aplicación de la filosofía de la realidad de Zubiri al problema de la liberación de los pueblos iberoamericanos.

### Teología de la liberación
Las conclusiones principales que Ellacuría extrae para la Teología de la Liberación son:
1. El Jesús de la historia, indefenso aunque juzgado, no fue muerto por confusión de sus enemigos (como tampoco ocurrió con el asesinato de Ignacio Ellacuría), sino porque era una amenaza contra el orden social establecido.
2. El Jesús histórico no predica un Reino de Dios abstracto o trascendente, en el más allá, sino concreto, en la Realidad, en medio de un mundo estructuralmente contradictorio e injusto.
3. Lo que fue la vida de Jesús (también la de Ignacio) representaba una oposición al mundo y a los poderes de su tiempo. La fe en ese tipo de vida implica seguimiento y compromiso, implica mantener la antorcha del amor y la justicia frente al odio y la opresión.

Hay, pues, una denuncia, un anuncio y un testimonio hasta la muerte. En definitiva, y como diría el propio Ignacio Ellacuría en ¿Por qué muere Jesús y por qué lo matan?: "La conmemoración de la muerte de Jesús hasta que vuelva no se realiza adecuadamente en una celebración cultual y mistérica ni en una vivencia interior de la fe, sino que ha de ser celebración creyente de una vida que sigue los pasos de quien fue muerto violentamente por quienes no aceptan los caminos de Dios, tal como han sido revelados en Jesús". Hay, pues, una invitación al seguimiento como opción ética, que lleva al compromiso. Vivía como pensaba. Pensaba como vivía en consonancia con la opción evangélica y se hizo realidad en él lo que el mismo expresara sobre Jesús y su muerte. De ahí que su memoria lleve sobre todo a celebrar el testimonio excepcional en la búsqueda de la verdad.
Con Ignacio Ellacuría, si queremos comprenderle "desde dentro" y desde su propia opción y experiencia, tenemos que adentrarnos en tres grandes preocupaciones suyas: la defensa de las mayorías populares y los pueblos oprimidos, la Universidad como un instrumento al servicio de las mayorías, y la función liberadora de la Filosofía.

### Trabajos más generales
En este sentido, los trabajos fundamentales, para la comprensión global de su obra, son los ensayos siguientes:
- Filosofía y Política, de 1972.
- Universidad y Política, de 1980.
- El objeto de la Filosofía, de 1981.
- Función Liberadora de la Filosofía, de 1985.
- Centroamérica como problema, de 1986.

Ellacuría definió "la historia como actualización de posibilidades", concluyendo que:

En la praxis histórica es el hombre entero quien toma sobre sus hombros el hacerse cargo de la realidad, una realidad deveniente, que hasta la aparición del primer animal inteligente se movía exclusivamente a golpe de fuerzas físicas y estímulos biológicos. La praxis histórica es una praxis real sobre la realidad, y éste debe ser el criterio último que libere de toda posible mistificación: [...] de una espiritualización que no tiene en cuenta la materialidad de la realidad y... de una materialización que tampoco tiene en cuenta su dimensión trascendental. La consideración unitaria de todos los dinamismos que intervienen en la historia muestra a las claras la complejidad de la praxis histórica y los supuestos requeridos para que sea plenamente praxis histórica.
En definitiva, la realidad histórica, dinámica y concretamente considerada, tiene un carácter de praxis que, junto a otros criterios, lleva a la verdad de la realidad y también a la verdad de la interpretación de la realidad[...]
La realidad histórica es, además, la realidad abierta e innovadora por antonomasia. Si hay una apertura viva a la trascendencia es la de la historia... Se dirá que esta apertura es propia de la persona. Y así es. Pero ninguna persona puede, desde sí misma, dar cuenta de toda la apertura de la realidad.
Filosofía de la realidad histórica

Dios no queda excluido del objeto de la Filosofía de la realidad histórica. Pero no cabe sino partir de la realidad y volver a la realidad compleja, dinámica y abierta. Y es esa realidad histórica la que es objeto de la Filosofía, filosofía que tiene una función liberadora respecto de la cultura establecida opresora y respecto de las estructuras injustas.

## Premio "Ignacio Ellacuría"
En 2008 el Gobierno Vasco de España creó el Premio «Ignacio Ellacuría» de cooperación para el desarrollo en memoria de Ignacio. Se trata de una reformulación del Premio a la persona cooperante vasca, instituido en 1991 con el nombre Premio al Cooperante Vasco.

## Obras
- Ellacuría, Ignacio. «A sus ordenes, mi capital», en Veinte años de historia en El Salvador (1969-1989), tomo I, UCA Editores, San Salvador, 1991.